# Komisja Opieki nad Zabytkami ZG PTTK
Komisja Opieki nad Zabytkami ZG PTTK (KOnZ) – jednostka Zarządu Głównego PTTK, która wykonuje zadania związane z realizacją celów i zadań PTTK w odniesieniu do całokształtu opieki nad zabytkami, dziedzictwa kulturowego i muzealnictwa społecznego, w szczególności fachowe doradztwo dla Zarządu Głównego, kształtowanie polityki w tych dziedzinach oraz koordynacja działalności właściwych komisji oddziałowych, zespołów ponaddziałowych oraz klubów. Oprócz Komisji w ZG Oddziały PTTK mogą powoływać własne komisje. Komisja kształci kadrę społecznych opiekunów zabytków i nadaje uprawnienie Instruktorów opieki nad zabytkami.

## Skład Komisji
- Andrzej Danowski –  Przewodniczący
- Jerzy Kowalski – Zastępca  Przewodniczącego
- Robert Starzyński – Zastępca Przewodniczącego
- Wojciech Pasek – Sekretarz
- Barbara Cichecka
- Katarzyna Sikora
- Barbara Stanek-Wróbel
- Wanda Szpilewska
- Ryszard Wilk